# Provincia di Bamiyan
Bamiyan è una provincia dell'Afghanistan, di 423 916 abitanti, che prende il nome dalla sua città capoluogo.

## Geografia
Confina con le province di Sar-e Pol a nord-ovest, di Samangan a nord, di Baghlan a nord-est, di Parvan a est, di Vardak a sud-est, di Ghazni a sud, di Daikondi a sud-ovest e di Ghowr a ovest. Situata nel centro della regione chiamata Hazarjat (anche Hazaristan), il capoluogo è il principale centro abitato della regione nonché il centro culturale dell'etnia Hazara.
L'area ricavò notorietà internazionale nel 2001 dalla distruzione dei Buddha di Bamiyan ad opera dei talebani. Nella provincia di Bamiyan si trova il Parco nazionale Band-e Amir, primo e unico parco nazionale dell'Afghanistan. Un altro primato della provincia è quello di essere stata guidata dal 2005 al 2013 dall'unico governatore donna del paese: Habiba Sarabi.

## Amministrazioni
La provincia di Bamian è divisa in 7 distretti:
- Bamiyan
- Kahmard
- Panjab
- Sayghan
- Shibar
- Waras
- Yakawlang